# جي. هاري ستاين
جي. هاري ستاين (بالإنجليزية: G. Harry Stine)‏ (26 مارس 1928 - 2 نوفمبر 1997)؛ مهندس وروائي أمريكي.